# Grigg (cráter)

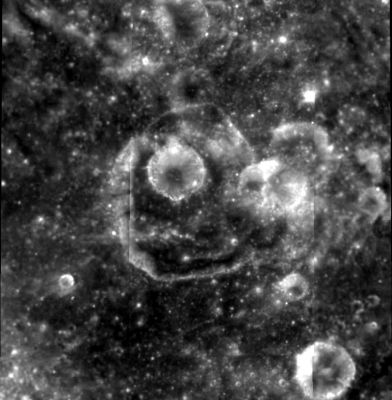
Fotografía de la misión Clementine (1994)

Grigg es un cráter de impacto situado en la cara oculta de la Luna, en la periferia norte de la gran llanura amurallada del cráter Hertzsprung, al suroeste del cráter Fersman y al sureste de Poynting.
|  |

La forma del cráter es aproximadamente un círculo, pero con un contorno considerablemente irregular. Un pequeño cráter atraviesa su borde oriental, con otro pequeño impacto que ocupa la parte noroeste del suelo interior.

## Cráteres satélite
Por convención estos elementos son identificados en los mapas lunares poniendo la letra en el lado del punto medio del cráter que está más cerca de Grigg.
|       | \| Grigg \| Coordenadas \| Diámetro \| \| ----- \| --------------------------------- \| -------- \| \| E \| 13°31′N 125°41′O / 13.51, -125.68 \| 10.4 km \| \| P \| 10°31′N 131°35′O / 10.52, -131.59 \| 32 km \| |          |
| Grigg | Coordenadas | Diámetro |
| E     | 13°31′N 125°41′O / 13.51, -125.68 | 10.4 km  |
| P     | 10°31′N 131°35′O / 10.52, -131.59 | 32 km    |

El cráter satélite Grigg E fue aprobado por la UAI el 25 de julio de 2017.